# آمیلی تاشیدور
آمیلی تاشیدور ئی بیلادلاکس (کاتالونیایی: Emili Teixidor i Viladecàs؛ ‏ ۲۲ دسامبر ۱۹۳۲ – ۱۹ ژوئن ۲۰۱۲) نویسنده، فیلم‌نامه‌نویس، روزنامه‌نگار، متخصص پداگوژی و آموزگار کاتالان اهل اسپانیا بود.
از فیلم‌هایی که وی در آن‌ها نقش داشته است، می‌توان به نان سیاه اشاره نمود.
وی بابت فعالیت‌های فرهنگی‌اش برندهٔ جوایزی همچون جایزه کرئو د سان جردی شده است.